# Доњи Дубич
Доњи Дубич је насеље у Србији у општини Трстеник у Расинском округу. Према попису из 2022. било је 142 становника (према попису из 1991. било је 258 становника).

## Историја
До Другог српског устанка Доњи Дубич (тада Дубић Долњи) се налазио у саставу Османског царства. Након Другог српског устанка Доњи Дубич улази у састав Кнежевине Србије и административно је припадао Јагодинској нахији и Левачкој кнежини све до 1834. године када је Србија подељена на сердарства.

## Демографија
У насељу Доњи Дубич живи 171 пунолетни становник, а просечна старост становништва износи 42,3 година (42,7 код мушкараца и 41,9 код жена). У насељу има 70 домаћинстава, а просечан број чланова по домаћинству је 3,06.
Ово насеље је у потпуности насељено Србима (према попису из 2002. године).
|  |

| Демографија | Демографија | Демографија |
| Година      | Становника  | Становника  |
| ----------- | ----------- | ----------- |
| 1948.       | 291         |             |
| 1953.       | 300         |             |
| 1961.       | 293         |             |
| 1971.       | 274         |             |
| 1981.       | 243         |             |
| 1991.       | 258         | 254         |
| 2002.       | 214         | 217         |

| Етнички састав према попису из 2002.‍ | Етнички састав према попису из 2002.‍ | Етнички састав према попису из 2002.‍ | Етнички састав према попису из 2002.‍ | Етнички састав према попису из 2002.‍ |
| ------------------------------------ | ------------------------------------ | ------------------------------------ | ------------------------------------ | ------------------------------------ |
|                                      |                                      |                                      |                                      |                                      |
| Срби                                 | Срби                                 |                                      | 214                                  | 100,0%                               |
| непознато                            | непознато                            |                                      | 0                                    | 0,0%                                 |

| Доњи Дубич у пописима Јагодинске нахије — од 1818. до 1829.                       |       |       |       |       |       |       |          |       |       |       |       |       |
| Година пописа                                                                     | 1818. | 1819. | 1820. | 1821. | 1822. | 1823. | 1824/25. | 1825. | 1826. | 1827. | 1828. | 1829. |
| Куће                                                                              | 8     | 8     | 7     | 8     | 8     | 8     | 8        | 9     | 10    | 10    | 10    | 12    |
| Пореске главе*                                                                    | -     | 12    | 13    | 13    | 13    | 14    | 14       | 13    | 13    | 13    | 13    | 14    |
| Арачке главе**                                                                    | 18    | 24    | 26    | 28    | 28    | 28    | 29       | 31    | 34    | 36    | 35    | 36    |
| *Пореске главе = Ожењени мушкарци \| ** Арачке главе = Мушкарци од 7 до 70 година |       |       |       |       |       |       |          |       |       |       |       |       |

| Година пописа     | 1948. | 1953. | 1961. | 1971. | 1981. | 1991. | 2002. |
| ----------------- | ----- | ----- | ----- | ----- | ----- | ----- | ----- |
| Број домаћинстава | 61    | 65    | 66    | 67    | 64    | 61    | 70    |

| Број чланова      | 1  | 2  | 3  | 4  | 5 | 6 | 7 | 8 | 9 | 10 и више | Просек |
| ----------------- | -- | -- | -- | -- | - | - | - | - | - | --------- | ------ |
| Број домаћинстава | 16 | 15 | 11 | 13 | 9 | 5 | 0 | 1 | 0 | 0         | 3,06   |

| Пол    | Укупно | Неожењен/Неудата | Ожењен/Удата | Удовац/Удовица | Разведен/Разведена | Непознато |
| ------ | ------ | ---------------- | ------------ | -------------- | ------------------ | --------- |
| Мушки  | 99     | 30               | 56           | 12             | 1                  | 0         |
| Женски | 86     | 13               | 56           | 16             | 1                  | 0         |
| УКУПНО | 185    | 43               | 112          | 28             | 2                  | 0         |

| Пол    | Укупно                    | Пољопривреда, лов и шумарство | Рибарство                            | Вађење руде и камена | Прерађивачка индустрија       |
| ------ | ------------------------- | ----------------------------- | ------------------------------------ | -------------------- | ----------------------------- |
| Мушки  | 57                        | 21                            | 0                                    | 0                    | 16                            |
| Женски | 22                        | 15                            | 0                                    | 0                    | 3                             |
| УКУПНО | 79                        | 36                            | 0                                    | 0                    | 19                            |
| Пол    | Производња и снабдевање   | Грађевинарство                | Трговина                             | Хотели и ресторани   | Саобраћај, складиштење и везе |
| Мушки  | 0                         | 1                             | 7                                    | 0                    | 3                             |
| Женски | 0                         | 0                             | 2                                    | 0                    | 0                             |
| УКУПНО | 0                         | 1                             | 9                                    | 0                    | 3                             |
| Пол    | Финансијско посредовање   | Некретнине                    | Државна управа и одбрана             | Образовање           | Здравствени и социјални рад   |
| Мушки  | 0                         | 2                             | 2                                    | 1                    | 1                             |
| Женски | 0                         | 0                             | 0                                    | 1                    | 1                             |
| УКУПНО | 0                         | 2                             | 2                                    | 2                    | 2                             |
| Пол    | Остале услужне активности | Приватна домаћинства          | Екстериторијалне организације и тела | Непознато            | Непознато                     |
| Мушки  | 0                         | 0                             | 0                                    | 3                    | 3                             |
| Женски | 0                         | 0                             | 0                                    | 0                    | 0                             |
| УКУПНО | 0                         | 0                             | 0                                    | 3                    | 3                             |